# Deutsche Dreiband-Meisterschaft 1985/86

Veranstaltungsort: Duisburg-Walsum

Die Deutsche Dreiband-Meisterschaft 1985/86 (DDM) war die 52. Ausgabe dieser Turnierserie und fand vom 5. bis zum 6. Oktober 1985 in Duisburg-Walsum statt.

## Geschichte
Örtlicher Organisator und Ausrichter im Auftrag des Deutschen Billard-Bunds (DBB) war der Billard-Verband Niederrhein e. V. Als Veranstaltungsort wurde die Sporthalle Beckersloh in Duisburg-Walsum ausgewählt.
Nicht der Titelverteidiger und Favorit Dieter Müller, sondern der für Altenessen spielende Hans-Jürgen Kühl wurde in Duisburg-Walsum neuer deutscher Dreibandmeister. Das Finale gewann er mit 50:49 in 65 Aufnahmen. Müller führte bereits mit 49:44 und Kühl beendete die Partie mit einer Serie von sechs Punkten. Müller hatte keinen Nachstoß. Für eine weitere Überraschung sorgte der Reutlinger Peter Bauer, der den dritten Platz belegte.

## Modus
Gespielt wurde in den Qualifikationsgruppen bis 50 Punkte oder 60 Aufnahmen. Die beiden Gruppenbesten und der beste Gruppendritte qualifizierten sich für die Endrunde. Hier wurde bis 50 Punkte ohne Aufnahmenbegenzung im KO-System gespielt. Das gesamte Turnier wurde mit Nachstoß gespielt. Die Endplatzierung ergab sich aus folgenden Kriterien:
1. Matchpunkte
2. Generaldurchschnitt (GD)
3. Höchstserie (HS)

### Turnierverlauf
| # | Name                       | MP  | GD    | BED   | HS |
| - | -------------------------- | --- | ----- | ----- | -- |
| 1 | Peter Bauer (Reutlingen)   | 4:2 | 0,884 | 0,980 | 10 |
| 2 | Ralf Köstner (Frankfurt)   | 4:2 | 0,795 | 0,980 | 8  |
| 3 | Johann Waiz (München)      | 2:4 | 0,840 | 1,041 | 7  |
| 4 | Michael Bolz (Saarbrücken) | 2:4 | 0,785 | 1,063 | 6  |

| MP    | Match Punkte (Sieger = 2; Unentschieden = 1; Verlierer = 0) |
| SV    | Satzverhältnis (nur bei Turnieren im Satzsystem)            |
| Pkte. | Erzielte Karambolagen                                       |
| Aufn. | benötigte Aufnahmen                                         |
| GD    | Generaldurchschnitt                                         |
| MGD   | Mannschafts-Generaldurchschnitt                             |
| BED   | Bester Einzeldurchschnitt eines Spielers                    |
| BEMD  | Bester Einzeldurchschnitt einer Mannschaft                  |
| BSD   | Bester Satzdurchschnitt eines Spielers                      |
| HS    | Höchstserie                                                 |
| WRP   | Weltranglistenpunkte                                        |

| # | Name                          | MP  | GD    | BED   | HS |
| - | ----------------------------- | --- | ----- | ----- | -- |
| 1 | Hans-Jürgen Kühl (Altenessen) | 6:0 | 0,798 | 0,847 | 6  |
| 2 | Thomas Wildförster (Velbert)  | 4:2 | 0,929 | 1,351 | 8  |
| 3 | Gert Tiedtke (Koblenz)        | 2:4 | 0,717 | 0,800 | 5  |
| 4 | Werner Hutmacher (Köln)       | 0:6 | 0,554 | -     | 7  |

| MP    | Match Punkte (Sieger = 2; Unentschieden = 1; Verlierer = 0) |
| SV    | Satzverhältnis (nur bei Turnieren im Satzsystem)            |
| Pkte. | Erzielte Karambolagen                                       |
| Aufn. | benötigte Aufnahmen                                         |
| GD    | Generaldurchschnitt                                         |
| MGD   | Mannschafts-Generaldurchschnitt                             |
| BED   | Bester Einzeldurchschnitt eines Spielers                    |
| BEMD  | Bester Einzeldurchschnitt einer Mannschaft                  |
| BSD   | Bester Satzdurchschnitt eines Spielers                      |
| HS    | Höchstserie                                                 |
| WRP   | Weltranglistenpunkte                                        |

| # | Name                                | MP  | GD    | BED   | HS |
| - | ----------------------------------- | --- | ----- | ----- | -- |
| 1 | Norbert Weingärtner (Gelsenkirchen) | 6:0 | 0,993 | 1,020 | 6  |
| 2 | Fabian Blondeel (Bochum)            | 2:4 | 0,827 | 0,800 | 5  |
| 3 | Falko Willenberger (Berlin)         | 2:4 | 0,739 | 0,750 | 6  |
| 4 | Edgar Bettzieche (Bochum)           | 2:4 | 0,710 | 0,892 | 8  |

| MP    | Match Punkte (Sieger = 2; Unentschieden = 1; Verlierer = 0) |
| SV    | Satzverhältnis (nur bei Turnieren im Satzsystem)            |
| Pkte. | Erzielte Karambolagen                                       |
| Aufn. | benötigte Aufnahmen                                         |
| GD    | Generaldurchschnitt                                         |
| MGD   | Mannschafts-Generaldurchschnitt                             |
| BED   | Bester Einzeldurchschnitt eines Spielers                    |
| BEMD  | Bester Einzeldurchschnitt einer Mannschaft                  |
| BSD   | Bester Satzdurchschnitt eines Spielers                      |
| HS    | Höchstserie                                                 |
| WRP   | Weltranglistenpunkte                                        |

## Finalrunde
|  | Viertelfinale 50 Punkte | Viertelfinale 50 Punkte |                  |                     | Halbfinale 50 Punkte | Halbfinale 50 Punkte |  |  | Finale 50 Punkte | Finale 50 Punkte |
|  |                         |                         |                  |                     |                      |                      |  |  |                  |                  |
|  |                         |                         |                  |                     |                      |                      |  |  |                  |                  |
|  | Dieter Müller           | 2                       |                  |                     |                      |                      |  |  |                  |                  |
|  | Dieter Müller           | 2                       |                  |                     |                      |                      |  |  |                  |                  |
|  | Johann Waiz             | 0                       |                  |                     |                      |                      |  |  |                  |                  |
|  | Johann Waiz             | 0                       | Dieter Müller    | 2                   |                      |                      |  |  |                  |                  |
|  |                         |                         | Dieter Müller    | 2                   |                      |                      |  |  |                  |                  |
|  |                         | Peter Bauer             | 0                |                     |                      |                      |  |  |                  |                  |
|  | Peter Bauer             | Peter Bauer             | 0                | 2                   |                      |                      |  |  |                  |                  |
|  | Peter Bauer             |                         |                  | 2                   |                      |                      |  |  |                  |                  |
|  | Thomas Wildförster      | 0                       |                  |                     |                      |                      |  |  |                  |                  |
|  |                         |                         | Dieter Müller    | 0                   |                      |                      |  |  |                  |                  |
|  |                         |                         |                  | Hans-Jürgen Kühl    | 2                    |                      |  |  |                  |                  |
|  | Hans-Jürgen Kühl        | 2                       |                  |                     |                      |                      |  |  |                  |                  |
|  | Ralf Köstner            | 0                       |                  |                     |                      |                      |  |  |                  |                  |
|  | Ralf Köstner            | 0                       | Hans-Jürgen Kühl | 2                   |                      |                      |  |  |                  |                  |
|  |                         |                         | Hans-Jürgen Kühl | 2                   | Spiel um Platz 3     |                      |  |  |                  |                  |
|  |                         | Norbert Weingartner     | 0                |                     |                      |                      |  |  |                  |                  |
|  | Norbert Weingartner     | Norbert Weingartner     | 0                | 2                   | Peter Bauer          | 2                    |  |  |                  |                  |
|  | Norbert Weingartner     |                         |                  | 2                   | Peter Bauer          | 2                    |  |  |                  |                  |
|  | Fabian Blondeel         | 0                       |                  | Norbert Weingartner | 0                    |                      |  |  |                  |                  |
|  | Fabian Blondeel         | 0                       |                  |                     | 0                    |                      |  |  |                  |                  |
|  |                         |                         |                  |                     |                      |                      |  |  |                  |                  |

## Abschlusstabelle
| MP    | Match Points (Sieger = 2; Unentschieden = 1; Verlierer = 0) |
| Pkte. | Erzielte Karambolagen                                       |
| Aufn. | Benötigte Versuche                                          |
| GD    | Generaldurchschnitt                                         |
| BED   | Bester Einzeldurchschnitt eines Spielers                    |
| HS    | Höchstserie                                                 |
|       | Bester GD des Turniers                                      |
|       | Bester ED des Turniers                                      |
|       | Beste HS des Turniers                                       |
|       | 1. Platz (Gold)                                             |
|       | 2. Platz (Silber)                                           |
|       | 3. Platz (Bronze)                                           |

| Endklassement              | Endklassement                       | Endklassement | Endklassement | Endklassement | Endklassement | Endklassement | Endklassement | Endklassement | Endklassement |
| Platz                      | Name                                | MP            | GD            | BED           | HS            |               |               |               |               |
| -------------------------- | ----------------------------------- | ------------- | ------------- | ------------- | ------------- | ------------- | ------------- | ------------- | ------------- |
| 1                          | Hans-Jürgen Kühl (Altenessen)       | 6:0           | 0,898         | 1,020         | 8             |               |               |               |               |
| 2                          | Dieter Müller (Berlin)              | 4:2           | 0,961         | 1,282         | 6             |               |               |               |               |
| 3                          | Peter Bauer (Reutlingen)            | 4:2           | 0,711         | 0,892         | 9             |               |               |               |               |
| 4                          | Norbert Weingärtner (Gelsenkirchen) | 2:4           | 0,772         | 0,980         | 4             |               |               |               |               |
| 5                          | Thomas Wildförster (Velbert)        | 0:2           | 0,755         | -             | 5             |               |               |               |               |
| 6                          | Johann Waiz (München)               | 0:2           | 0,615         | -             | 3             |               |               |               |               |
| 7                          | Fabian Blondeel (Bochum)            | 0:2           | 0,552         | -             | 4             |               |               |               |               |
| 8                          | Ralf Köstner (Frankfurt)            | 0:2           | 0,450         | -             | 6             |               |               |               |               |
| Turnierdurchschnitt: 0,768 |                                     |               |               |               |               |               |               |               |               |